# Hippodrome de Spa
 (avril 2025).
Le XIXe siècle vit naître l’hippodrome de Spa la Sauvenière. En 1822, il se créa sur les hauteurs de Spa le premier hippodrome belge nommé hippodrome de la Sauvenière de par sa proximité avec la source d’eau voisine du même nom.
En 1864, une nouvelle piste fut construite. Le 3 septembre 1873, y fut fondé le Jockey Club de Belgique, constitué par le prince Philippe de Belgique (1837-1905) qui était Comte de Flandre. En 1881, de nouvelles tribunes sont installées. L’hippodrome de Spa cessera ses activités à l’arrivée de la Première Guerre mondiale et de son occupation par l’armée allemande.